# Тютюнник Юрій Йосипович
Ю́рій Йо́сипович (Юрко́) Тютю́нник (20 квітня (2 травня) 1891), село Будище, Пединівська волость, Звенигородський повіт, Київська губернія, Російська імперія [нині Звенигородський район, Черкаська область, Україна] — 20 жовтня 1930, Москва, РСФСР, СРСР) — український військовий діяч, генерал-хорунжий армії УНР.

## Життєпис

Стела на місці хати, де народився Тютюнник

Народився на Великдень в селі Будище Київської Губернії (нині Звенигородський район Черкаської області). Походив із сім'ї селян, мав 13 братів та сестер, а сам був десятим і наймолодшим із тих, хто не помер у дитинстві від тифу. Мати Юрка — Марина (Марія) Василівна, походила з будищанського роду Педанів, а також роду Осадчих. Батько Юрка — Йосип Степанович, наймит, проходив службу в Царській армії.
У сім'ї було 14 дітей, але дорослого віку досягли лише п'ятеро з них: 4 сини та донька. Старші брати Юрка належали до партії соціалістів-революціонерів. У травні 1902-го поліція арештувала всю родину Тютюнників — брати Юрій, Іван і Макар розповсюджували поміж селян заборонену партійну літературу — матір і малолітніх дітей того ж дня відпустили.
Два роки навчався в сільській школі, потім закінчив агрошколу в Умані.

### Військова діяльність
1913 року призвано на військову службу, служив в Шостому сибірському полку у Владивостоці. У його складі, з початком Першої світової війни, пішов на фронт. 11 жовтня 1914 року був тяжко поранений у голову в боях біля Комарова під Лодзем. Після лікування отримав коротку відпустку, після чого потрапив до запасного полку в Кременчуці, а звідти повернувся до 6-го Сибірського стрілецького полку.
Після двомісячної самопідготовки був направлений до Києва, де у 1-й Київській гімназії екстерном склав іспити за неповний курс гімназії й звідти був посланий на Кавказ, де в жовтні 1915 року у Ґорі Тифліської губернії закінчив військову школу прапорщиків. Зі школи в чині прапорщика знову прибув до 6-го Сибірського стрілецького полку. У боях біля озера Нароч отримав поранення в руку. Після лікування, у листопаді 1916 потрапив до Сімферополя до 32-го піхотного запасного полку, де прослужив до Лютневої революції.
Останнє звання у російській армії — поручик.

#### Українська революція
Революцію 1917 року Тютюнник зустрів в Сімферополі. Після створення Української Центральної Ради брав участь в українізації частин російської армії. У березні-квітні 1917 року заступник голови Сімферопольської гарнізонної ради солдатських депутатів призначив його членом полкового комітету.
На початку квітня 1917 року заснував у 32-му піхотному запасному полку, де служив, Український військовий клуб, який незабаром перетворився на 1-й Сімферопольський полк імені гетьмана Дорошенка.
У середині травня 1917 року до Криму прибув Олександр Керенський, який запропонував Юрієві перейти до Штабу Одеського військового округу на високу посаду, але Тютюнник, не поділяючи поглядів Тимчасового уряду, відмовився.
29 травня 1917 відбулося надзвичайне засідання Севастопольської солдатської української ради, під керівництвом підполковника Білявського, прапорщика Тютюнника, підпоручника Драченка, на засідання з усіх солдатів-українців Сімферопольського гарнізону було створено український полк. 31 травня засідання українського Сімферопольського клубу під головуванням прапорщика Тютюнника постановило негайо повідомити телеграфом військовому міністру про створення українського запасного полку в Сімферополі, що налічував 5811 солдатів і 36 офіцерів, і попросити його затвердження.
Робота серед українських мас не сподобалася сімферопольським меншовикам, тому вони поскаржилися Керенському на Тютюнника. Керенський наказав перевести Тютюнника до Катеринослава у 228-й запасний полк. Але на той час Тютюнника вже обрали делегатом від українців Сімферопольського гарнізону на Другий Всеукраїнський військовий з'їзд, куди він і виїхав, попри заборону з'їзду Керенським. На з'їзді його було обрано членом Центральної Ради, він залишився в Києві і почав працювати як член Українського революційного центру і, залишаючись безпартійним, завжди підтримував найрадикальніші течії у Центральній Раді. У цей час сформувався його політичний світогляд. Він починає дивитися на революцію в Україні як на національну.
У листопаді—грудні 1917 року — комендант військової в'язниці Києва та гауптвахти Київського гарнізону.
З 29 грудня 1917 року — член Політичної Ради при Генеральному Військовому Секретарстві Центральної Ради.
У січні 1918 року повернувся до рідного села Будище на Звенигородщині для організації Вільного козацтва, став командиром (отаманом) його підрозділу.

Тютюнник у цивільному на родинній світлині

Після захоплення Києва більшовиками, у лютому 1918 року розгорнув Звенигородський кіш до 20 тисяч повстанців. 12 лютого звенигородські козаки під рукою Тютюнника розігнали скликаний більшовиком Б. Кацом повітовий з'їзд, і вже 13 лютого селянський з'їзд визнав український уряд.
Навесні 1918 року на чолі козацьких загонів брав участь у роззброєнні збільшовичених частин російської армії, що поверталися з фронту Першої світової війни. У запеклих боях розгромив озброєні збільшовичені підрозділи 8-ї армії, зайняв Бірзулу і Вапнярку, роззброїв частини 2-го російського корпусу, кінну бригаду, розгромив у Бобринську збільшовичену 8-тисячну групу військ (3-ю революційну армію) Михайла Муравйова.
З березня 1918 року — уповноважений Військового міністерства УНР з демобілізації частин колишньої російської імператорської армії на Звенигородщині. Мав доступ до армійських складів зі зброєю та боєприпасами.
До травня 1918 року контролював великі території Київщини та частково — Херсонщини.
Улітку 1918 року — один із керівників Звенигородсько-Таращанського повстання, повстанці під командуванням Тютюнника вели бої з німцями та гетьманцями.
9 листопада 1918 Тютюнника, як учасника підпільного Революційного штабу Києва, заарештували гетьманці. Перебував на гауптвахті в Лук'янівській в'язниці, у камерах поруч з отаманом Палієнком та сотником Могилева Андрієм Вовком. У грудні 1918 Тютюнника мали розстріляти за наказом Головнокомандувача військами Гетьманату князя Долгорукова. У ніч проти 14 грудня 1918, під час антигетьманського повстання, отаман Палієнко, Андрій Вовк і Юрко Тютюнник здійняли повстання у Лук'янівській в'язниці, внаслідок якого в'язні захопили частину Києва та цим допомогли військам Директорії ввійти до міста. Після звільнення, вирушили назустріч військам Директорії.
Незабаром відмовився від співпраці з УНР, бо орієнтувався на боротьбистів, які прагнули порозуміння з більшовиками.
У січні 1919 Тютюнник помилково потрапив до штабу повстанської Правобережної дивізії Української Червоної армії, де було вирішено його розстріляти, проте, після агітаційної промови, підрозділ «червоних», який мав розстріляти Тютюнника, перейшов до Чорноморської дивізії військ УНР.
У лютому 1919 року військовий підрозділ Тютюнника об'єднався із загонами Матвія Григор'єва, утворивши могутню військову групу в складі армії УНР (23 тисяч багнетів і шабель, 52 гармати, 20 бронепоїздів) під назвою Херсонська дивізія. Командування повстанською армією перебрав на себе М. Григор'єв, начальником штабу став Тютюнник. З 1 лютого 1919 року, за постановою ЦК партії боротьбистів та за погодженням з командуванням Українського фронту РСЧА, — начальник штабу 1-ї бригади (яку очолював отаман Григор'єв) 1-ї Задніпровської дивізії Української радянської армії, яка підпорядковувалася Реввійськраді РРФСР на чолі з Троцьким. Бійці-червоноармійці (колишні повстанці) під командуванням Григор'єва та Тютюнника повели бойові дії проти денікінців та військ Антанти, зайняли у березні 1919 року Херсон і 6 квітня Одесу. 7 квітня Юрій Тютюнник призначений комендантом Одеси (до 20 квітня), одночасно — командир 1-ї бригади 6-ї Української радянської дивізії, яка розгорталася із загонів отамана Григор'єва.
У травні 1919 року, зрозумівши суть більшовицької політики в Україні, Тютюнник і Григор'єв повернули зброю проти більшовиків, 9 травня 1919 року Тютюнник на чолі двох полків своєї бригади зайняв Катеринослав.
Наприкінці травня 1919 року, після поразки повстання, з невеликим загоном у 150 осіб пішов на з'єднання з частинами армії УНР Симона Петлюри, здійснюючи в північно-західному напрямку тисячокілометровий рейд тилами Червоної армії. По дорозі загін збільшився до 2 тисяч повстанців.
25 червня Тютюнник з 1700 козаками боєм рушив на Київщину, згодом на злучення з Армією УНР — вже з 2500 козаками, 4 гарматами та до сотні кулеметів. Після загибелі командувача армії у липні 1919 року, Тютюнник на чолі частини Повстанської армії прибув до Жмеринки і приєднався до Армії УНР. Після з'єднання 13—14 липня в Копайгороді, Подільської губернії, до армії УНР приєдналася велика повстанська група (тис. вояків) на чолі з отаманом Ю. Тютюнником, яка пройшла радянськими тилами близько 1 тис. км. На її основі загін було переформовано у Київську групу Дієвої армії УНР, яка складалася з 5-ї та 12-ї Селянських дивізій. Ю. Тютюнник залишився командувачем цієї групи.
Улітку 1919 року очолював групу в запеклих боях на більшовицькому фронті. Спільно із 3-ю Залізною, 2-ю Волинською дивізіями і 2-ю Галицькою бригадою частини під командуванням Тютюнника визволяли Житомир, а потім через Брацлав, Гайсин, Христинівку, Умань вийшли до району Шполи.
У кінці серпня 1919 року частини Тютюнника протистояли Південній групі Йони Якіра, а в жовтні-листопаді — денікінському корпусу генерала Якова Слащова.
8 листопада головний отаман Петлюра зняв із посади отамана Сальського, що виступав за припинення бойових дій, та призначив командувачем Тютюнника.
Був одним із керівників військових з'єднань Першого зимового походу: з 5 грудня 1919 року заступник командувача Дієвої армії УНР генерала Михайла Омеляновича-Павленка з виконанням обов'язків начальника Збірної Київської (Стрілецької) дивізії. З 06 травня 1920 року — начальник 4-ї Київської стрілецької дивізії Армії УНР, з якою воював проти більшовиків до осени 1920 року.
За участь у Першому зимовому поході Юрка Тютюнника нагороджено орденом «Залізного Хреста» за номером один. Дружина хорунжого — Віра Андріївна Тютюнник, яка в часи походу була сестрою-жалібницею, нагороджена Залізним Хрестом під номером п'ять. Після завершення походу Віра Тютюнник страждала через епілепсії.
5 жовтня 1920 року Тютюнник підвищений до генеральського звання (генерал-хорунжий), з приводу чого командарм Михайло Омелянович-Павленко сказав, що генеральське звання «пасує йому як корові сідло». 13 листопада 1920 при наступі червоноармійців на Київську дивізію УНР між селами Берлинці-Барок, становище врятував генерал Тютюнник, який з'явився в передніх лавах зі штабною сотнею і зім'яв атакувальників.
Після інтернування українських частин у Польщі Тютюнник не склав зброї. 16 лютого 1921 року Тютюнника обрали членом Вищої військової ради УНР із правом вирішального голосу. 23 лютого Петлюра доручив йому сформувати апарат Партизансько-повстанського штабу і розпочати роботу. 22 червня 1921 року Повстансько-партизанський штаб переїхав до Львова й розмістився в колишньому санаторії «Кисельки», тут же оселилася й родина Тютюнника. Улітку й восени 1921 року підготував план Другого зимового походу на територію України з метою підняти антибільшовицьке повстання. 23 жовтня 1921 року з наказу Головного отамана генерал Тютюнник вступив до командування Повстанською армією. Операція, проведена у листопаді 1921 року, закінчилася трагічно: більшовицькі війська Котовського розбили Волинську групу під Малими Міньками, 359 полонених козаків було за кілька днів розстріляно поблизу Базара на Житомирщині. Після поразки походу з невеликим загоном пробився до Польщі. Про роль Тютюнника у невдачі рейду і, зокрема, його поведінку в останньому бою є різні критичні свідчення (зокрема, див. книжку Василя Вериги «Листопадовий рейд або Другий зимовий похід»).
22 грудня 1921 року Тютюнник (під прізвищем Крижанівський) із товаришами заснував кооперативне товариство «Схід» для взаємопідтримки ветеранів Другого зимового походу (або ж Листопадового рейду, назву «Другий зимовий похід» просував сам Тютюнник), серед співзасновників також були Юрій та Олена Отмарштейни, Добротворський Йосип, Пересада-Суходольський, Митрофан Очеретько.
У другій половині 1922 року Юрій Тютюнник проживав у селі Саджавка (тепер Надвірнянський район Івано-Франківської області) в домі місцевого священника Сидора Бобикевича. Про цей період життя Тютюнника розповіла в повісті «У тіні героїв» Клавдія Бобикевич — донька священника. Ця повість була опублікована в 1940 році в газеті «Свобода» — тижневику української громади в США.

### Життя в Українській РСР
Улітку 1922 року працівники Державного політичного управління СРСР створили фіктивний орган — «Вищу військову раду» (ВВР, операція «Синдикат-4»), вигадану повстанську організацію, з метою вербування людей із оточення Тютюнника, дезінформації та захоплення повстанського генерала. 26 березня 1923 року голова ВВР Михайло Дорошенко закликав Тютюнника очолити революційне повстання в Україні. Тютюнник зволікав із приїздом і 12 травня 1923 року Дорошенко пригрозив розірванням відносин із генералом і звинуватив його у зраді революційних ідей.
16 червня 1923 року, після переправи через Дністер, генерал-хорунжого Юрка Тютюнника заарештовано. Згідно з деякими версіями, його також оглушили у човні ударом рукоятки револьвера чи веслом.
На загал повідомили, що він здався добровільно. Уряд УСРР начебто запропонував співпрацю, і генерал на це погодився. Перші місяці перебування Тютюнника в Україні були драматичними: Москва наполягала на розстрілі, українське керівництво переконувало зберегти життя авторитетного на Заході генерала, щоб використати його в політичних цілях. Письменник Олекса Варавва стверджував, посилаючись на розмову з Георгієм Заярним, який був однією із ключових фігур у затриманні Тютюнника, що генерал волів би загинути, але не йти на жодні поступки владі СРСР. Тоді чекісти влаштували йому в камері побачення з дружиною і малою донькою з ультиматумом: або лист, або всі загинуть. 15 серпня Тютюнник оприлюднює звернення «До всіх українських вояків, перебуваючих на еміграції» та пише "покаянного" листа Затонському.
28 грудня 1923 року Президія ВУЦВК задовольнила клопотання про помилування, обмеживши Тютюнника в правах на один рік. Поселився у Харкові. Дехто стверджував, що він викладав у Харківській школі червоних старшин, працював секретарем-інспектором Всеукраїнського державного акціонерного товариства, але з огляду на рішення ВУЦВК, твердження про викладання Тютюнником з 1924 року в харківській школі червоних старшин є сумнівними.
За наполягання ГПУ, 1924 року побачили світ дві його книги — памфлет «З поляками проти Вкраїни» та брошура «Под флагом демократии и национализма (авторизированный перевод с украинской рукописи)». 1926 випущено «Нариси Західної України».
Юрій Тамарський писав: «На кіностудії довкола Юрка Тютюнника, вбраного у форму українського генерала, з тризубами на ковнірі, завжди збирався великий гурт людей, і на чисельні запитання, які йому ставили, Юрко Тютюнник відповідав різко й лаконічно, відкидаючи „диктатуру пролетаріяту“ на Україні. Він підкреслював, що в Україні переважає селянство, права якого урізані совєцькою владою, і що такий стан не є терпимий».
Працював у ВУФКУ сценаристом (сценарій фільму «Звенигора», спільно з Майком Йогансеном і Олександром Довженком); проте цього мало на що вистачало — Марко Луцкевич згодом писатиме до заарештованого Тютюнника і з дитячою безпосередністю просить звернутися до керівництва з проханням виплатити авторський гонорар за фільм «Звенигора» дружині Вірі Андріївні Тютюнник, бо вона з дітьми бідує. У художньо-документальному фільмі «П. К. П.» («Пілсудський купив Петлюру») Юрій Тютюнник зіграв самого себе.
Харківський адвокат Олександр Семененко про «ПКП» писав: «Замість історичної драми, де вони брали участь як воїни, їм довелося на баских конях перед кіноапаратами витанцьовувати образливий для їх гідності водевіль. У цій країні переможені не мають права на честь і минуле. Своє минуле вони мають самі спаплюжити і спотворити.»
Тютюнник відвідував літературні засідання Вільної академії пролетарських мистецтв (ВАПЛІТЕ). Під час роботи на Одеській кінофабриці потоваришував з Юрієм Яновським. Кандидат юридичних наук, полковник Іван Логвиненко: «Блискучий оповідач, Юрко Тютюнник полонив уяву молодого талановитого письменника Юрія Яновського, і той на основі його спогадів створив чудовий роман-думу про буремні дні на Україні — „Чотири шаблі“». В описі зовнішності головного героя роману — Шахая — і без тонких алегорій не є важко впізнати самого Юрка Тютюнника. Був іще написаний кіносценарій про селянські заворушення на Лівобережній Україні в XVII столітті, схвалений кінофабрикою, але не пущений до виробництва через арешт Тютюнника.
Після роботи на Одеській кінофабриці Тютюнник перейшов до Всеукраїнського фотокіноуправління (ВУФКУ) в Харкові. З колишнім комісаром Центральної Ради Надією Суровцовою працював в одному кабінеті; вона залишила спогади про редактора художніх фільмів та сценариста Тютюнника.

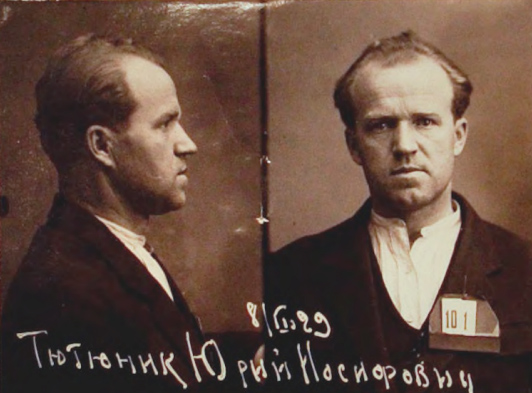
Юрко Тютюнник, 1929

Секретаря-інспектора ревізійної комісії Всеукраїнського акціонерного товариства торгівлі («Вакот») Тютюнника 12 лютого 1929 року в Харкові викликали на допит і арештували. Слідчим говорив: «Від своїх поглядів не відмовлявся й досі не відмовляюся. Якщо позиції Донцова не змінилися, то я до них ставлюся як і раніше — тобто поділяв і поділяю». У Харкові Тютюнника допитували двічі — 12 і 19 лютого. 4 березня йому зачитали постанову у пред'явленні звинувачень «пропаганди українського фашизму та приховуванні контрреволюційного елементу». Висланий до Москви для «дорозслідування справи», яке протяглося до грудня 1929 року. Чекістів цікавило минуле, особливо підготовка до Другого зимового походу; Тютюнник імен не називав і наполягав, що в Україні не існувало на той момент «диверсійно-повстанської сітки». 22 травня 1929 року Віра Тютюнник звернулася з заявою до керівництва ОГПУ та прокурора Верховного суду СРСР, де переконувала, що її чоловік не є загрозою для радянського ладу, а її родина приречена на голод.
Смертний вирок поставила колегія ОГПУ 3 грудня 1929 року, але з приміткою: «вирок не приводити у виконання до особливого розпорядження». Суд дозволив лише листуватися. До серпня Віра Тютюнник отримувала через ГПУ листи від чоловіка і продовжувала добиватися помилування. У серпні 1929 продала піаніно, щоб поїхати до Москви на побачення з чоловіком та прийом до судового керівництва. 21 січня 1930 вчергове звертається до прокуратури Верховного суду СРСР, побачення не дозволили і заборонили на майбутнє. 24 вересня 1930 його перепровадили до комендатури ОГПУ для виконання вироку. Розстріляний 20 жовтня 1930 року.
У кінці того ж року дружина Тютюнника вкотре звернулася до владних органів з проханням повідомити про його долю, чи живий він. Після тривалих звернень Віра Тютюнник-Левицька 1932 року отримала повідомлення про вбивство чоловіка. 
Реабілітований 28 листопада 1997 року постановою Генеральної прокуратури України.

## Родина
Дружина Віра Андріївна з двома дочками до 1932 року проживала на станції Кущевка Північно-Кавказького краю. Старша донька — Тютюнник Ольга Юріївна (1918 р.н.).
Ймовірно, вони померли там під час Голодомору, з 1932 р. відомостей про їхню долю немає.

## Вшанування пам'яті
- 18 лютого 2016 року на честь Юрія Тютюнника була перейменована вулиця в Смілі[8].
- 19 лютого 2016 року одна з перейменованих вулиць Житомира названа на честь Юрка Тютюнника[9].
- Вулиця Юрка Тютюнника у Миколаєві.
- Вулиця Юрка Тютюнника у Первомайську Миколаївської області.
- Провулок Юрка Тютюнника у Вознесенську. 1920 року Тютюнник безпосередньо брав участь у легендарній Битві за Вознесенськ, в ході якої місто було звільнено від загарбників.
- Іменем Тютюнника в Крижополі Вінницької області назвали колишню вулицю Куйбишева[10]
- Йому присвячено пісню «Гарматним димом розкотилися луни» (Пісня про Тютюнника) авторства Г. Китастого та І. Багряного[11].
- 23 серпня 2021 року, відповідно до Указу Президента України № 411/2021 від 23 серпня 2021 року, 38 зенітному ракетному полку Сухопутних військ ЗСУ присвоєно почесне найменування «імені генерал-хорунжого Юрія Тютюнника»[12].

## Агенти ДПУ в оточенні Тютюнника
На підставі розсекречених документів Галузевого архіву Служби зовнішньої розвідки України вчені встановили коло осіб у середовищі Тютюнника, які співпрацювали зі спецслужбами СРСР:
- Добротворський Йосип
- Заярний Григорій
- Очеретько Митрофан
- Пирогів Юрій

## Твори
Тютюнник — автор низки спогадів (під псевдонімом Г. Юртик), друкованих у Літературно-науковому віснику і «Заграві»:
- політико-військовий нарис «Зимовий похід 1919—1920 років», Коломия, 1923
- політико-військовий нарис «Коломия» 1923
- політико-військовий нарис «Революційна стихія» [Архівовано 20 січня 2010 у Wayback Machine.], Львів 1923.

а також — памфлету «З поляками проти Вкраїни», Харків 1924;
Співавтор сценарію фільму О.Довженка «Звенигора» (1927). Грав себе у низці українських фільмів («П. К. П.», у першому варіанті «Звенигори» тощо).